# Cosmographie de Ravenne
La Cosmographie de Ravenne (en latin Ravennatis Anonymi Cosmographia), est une Cosmographie réalisée par l'Anonyme de Ravenne. Il s'agit d'une liste de noms de lieux couvrant le monde, allant de l'Inde à l'Irlande, compilée par un clerc anonyme à Ravenne vers 700 apr. J.-C.

## Présentation
La cosmographie de Ravenne est un ouvrage compilé par un ecclésiastique anonyme qui vivait à Ravenne, en Italie, vers l'an 700. C'est la principale liste géographique du genre pour les itinéraires terrestres de la période byzantine, comparable en importance à ce que représente la Table de Peutinger pour la période romaine. Cet écrit est une compilation de lieux, elle est précieuse pour l'histoire de la géographie. Des preuves textuelles indiquent que l'auteur a fréquemment utilisé des cartes comme source et que l'écrit original a été enrichi successivement au cours des siècles. L'ouvrage a servi pour l'écriture du Liber Guidonis rédigé par Guido Pisanus au XIIe siècle.

## Le texte

### Trois copies du manuscrit ont été conservées
Il existe trois copies connues de la cosmographie. La Bibliothèque du Vatican possède un exemplaire du XIVe siècle, il y a un exemplaire du XIIIe siècle à Paris à la Bibliothèque nationale de France, et la bibliothèque de l'Université de Bâle possède un autre exemplaire du XIVe siècle.
En plus des trois manuscrits principaux, la Bibliothèque du Vatican détient également un document contenant des extraits de la cosmographie réalisée par Riccobaldus Ferrariensis, et il existe une copie du manuscrit de Paris conservée à Leiden.

### Plusieurs rééditions
La copie du Vatican a servi de source à la première publication du manuscrit en 1688 par Placide Porcheron, qui était un moine bénédictin de la congrégation de Saint-Maur. L'ouvrage a été publié à Paris et portait pour titre : Anonymi Ravennatis de geographia libri V,.
L'ouvrage a été réédité à Paris par A. Jacobs en 1858, et à Berlin par Parthey en 1860.
Le savant allemand Joseph Schnetz (de) a publié une version du texte en 1940, en se basant sur les éditions du Vatican et de Paris, qu'il croyait plus fiables que l'édition de Bâle. L'ouvrage de Schnetz couvrait l'ensemble du document, et fut réédité en 1990.
Des parties du texte, notamment celle couvrant la Grande-Bretagne, ont été publiées par d'autres, dont Ian Richmond et O. G. S. Crawford en 1949. Cependant, il contenait des photographies des sections pertinentes des trois manuscrits, ce qui a permis à Keith Fitzpatrick-Matthews de reconstruire le texte à partir de zéro en 2013 (révisé en 2020) en réévaluant son importance pour la géographie britannique.

### Difficultés d'utilisation
Les textes qui sont parvenus jusqu'à nous sont assez difficiles à lire et à utiliser. Ils se composent de commentaires et de listes de noms. Le manuscrit du Vatican présente le texte en deux colonnes, les noms de lieux étant en majuscules et terminés par un point. Un petit nombre de mots ont été abrégés. Le manuscrit de Paris utilise également deux colonnes, mais il a beaucoup plus d'abréviations que les deux autres. Le texte est divisé en sections par des marques de paragraphe. Le manuscrit de Bâle ne comporte qu'une seule colonne, et il est plus difficile à lire que les autres. Il comporte plus d'abréviations que la copie du Vatican, mais moins que la copie de Paris. Il y a des preuves que l'auteur a essayé de corriger ou de clarifier des mots qui n'étaient pas clairs dans l'original, et il n'y a pas d'arrêts pour séparer les noms de lieux dans les listes, mais il y a des titres soulignés pour diviser les sections.
Comme indication des problèmes de traitement de l'information contenue dans le texte, il s'agit principalement de la concordance des noms de lieux entre les différentes versions conservées. L'orthographe peut varier, certains toponymes n'apparaissent pas dans l'une des versions.

### Cartographie

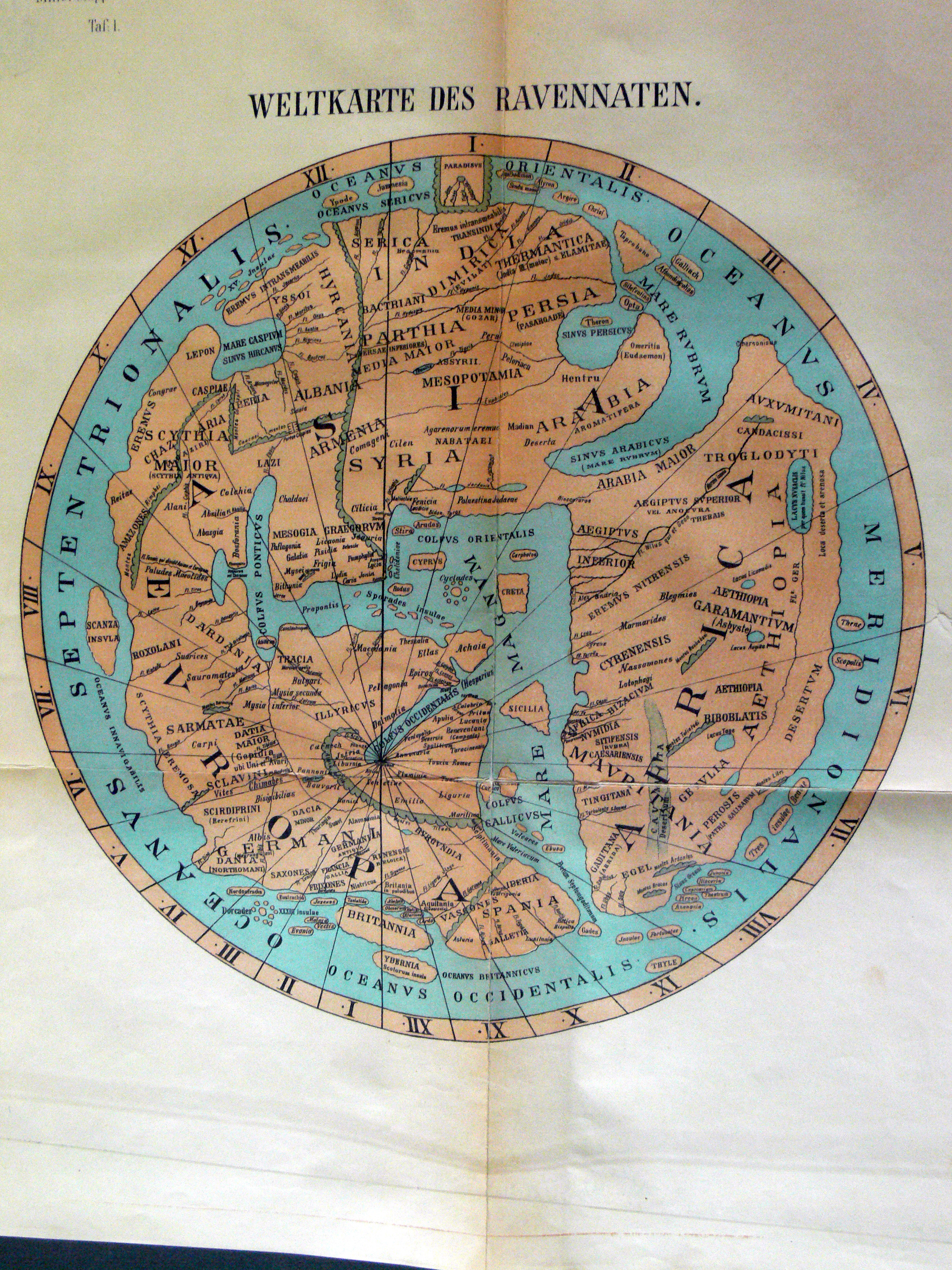
Carte exécutée par Konrad Miller selon la cosmographie de Ravenne.

En 1898, le cartographe allemand Konrad Miller (de) crée une carte à partir des informations contenues dans la Cosmographie de Ravenne,.

### Éditions de la Cosmographie de Ravenne
- Joseph Schnetz (de) (éditeur scientifique), Anonyme de Ravenne (Anonymus Ravennas) et Guido da Pisa (Guido Pisanus), Ravenmatis anonymi Cosmographia et Guidonis Geographica, Leipzig, coll. « Itineraria Romana » (no 2), 1990 (1re éd. 1940) (ISBN 3-519-04274-6, présentation en ligne).
- Gustav Parthey (de), Moritz Pinder (de), Anonyme de Ravenne (Anonymus Ravennas) et Guido da Pisa (Guido Pisanus), Ravennatis anonymi Cosmographia et Guidonis Geographica, Berlin, Aalen, 1962 (1re éd. 1860) (OCLC 1046198134), en ligne :  transcription, archive, google.
- Louis Dillemann, La cosmographie du Ravennate, Bruxelles, Revue d'études latines, coll. « Latomus », 1997 (BNF 39235343, présentation en ligne).